# Terremoto de Latakia de 1796
El terremoto de Latakia de 1796 golpeó la actual costa este de Siria el 26 de abril de 1796. El terremoto tuvo una magnitud de onda superficial estimada de 6,8 y una intensidad máxima de escala macrosísmica europea de VIII a IX. Los daños en Latakia fueron graves y se estima que murieron 1.500 personas.

## Impacto
En Latakia, un tercio de las viviendas de la ciudad quedaron destruidas mientras que el resto sufrió daños. Se derrumbaron edificios, torres de vigilancia y minaretes. Hubo alrededor de 1.500 muertes entre la población de 5.000 habitantes de la ciudad. Una aduana de tabaco en la zona portuaria se derrumbó, matando a 400 personas. La mayoría de las casas también fueron destruidas en Jableh. El minarete de una mezquita de la ciudad se derrumbó. Muchos granjeros que vivían en aldeas fuera de las ciudades también murieron. Los castillos de Margat y Al-Qadmus quedaron totalmente destruidos. Al norte de Latakia, en Bayırbucak y a lo largo de Nahr al-Kabir, ocurrieron muchas muertes. El temblor se sintió desde Alepo hasta Trípoli y Sidón. El terremoto fue seguido por un levantamiento costero cosísmico.